# ترکمنستان در المپیک تابستانی ۲۰۲۴
کاروان المپیکی ترکمنستان، یکی از کاروان‌های شرکت‌کننده در بازی‌های المپیک تابستانی ۲۰۲۴ بود. این دوره از بازی‌ها از ۲۶ ژوئیه تا ۱۱ اوت ۲۰۲۴ (۵ تا ۲۱ امرداد ۱۴۰۳ خورشیدی) به میزبانی پاریس، پایتخت فرانسه برگزار شد. این حضور، هشتمین حضور این کاروان در ادوار المپیک بود.

## شرکت‌کنندگان
ورزشکاران ترکمنستان در ورزش‌های زیر به رقابت پرداختند.
| ورزش        | مردان | زنان | مجموع |
| ----------- | ----- | ---- | ----- |
| دو و میدانی | ۰     | ۱    | ۱     |
| جودو        | ۱     | ۱    | ۲     |
| شنا         | ۱     | ۱    | ۲     |
| وزنه‌برداری  | ۱     | ۰    | ۱     |
| مجموع       | ۳     | ۳    | ۶     |